# Argania pilosa
Argania pilosa là một loài bướm đêm trong họ Erebidae.